# Fundacja Pruskiego Dziedzictwa Kulturowego
Fundacja Pruskiego Dziedzictwa Kultury (niem. Stiftung Preußischer Kulturbesitz), tłumaczona także jako Fundacja Pruskiego Dziedzictwa Kulturowego i Fundacja Pruskiego Dziedzictwa Kulturalnego – niemiecka fundacja z siedzibą w Berlinie mająca na celu zachowanie, pielęgnację i uzupełnianie zbiorów i archiwów rozwiązanego po II wojnie światowej państwa pruskiego.

## Historia
Fundacja Pruskiego Dziedzictwa Kultury założona została 25 lipca 1957 w Berlinie Zachodnim na mocy ustawy fundacyjnej jako ogólnoniemiecki powiernik dziedzictwa kulturalnego do czasu zjednoczenia Niemiec. 1 stycznia 1963 roku Fundacja Pruskiego Dziedzictwa Kulturalnego przejęła na własność Berlińskie Archiwum Główne (dawne Tajne Archiwum Państwowe w Berlinie-Dahlem) stając się według prawa niemieckiego elementem ciągłości państwowej Rzeszy Niemieckiej. W latach 1965–1967 fundacja przejęła księgi metrykalne z Pomorza Zachodniego oraz Śląska. W 1968 roku otrzymała od rządu krajowego w Hanowerze zbiory dawnego Archiwum Państwowego w Królewcu, przechowywane dotychczas w Państwowym Magazynie Archiwalnym w Getyndze. W rok później stała się właścicielem także Archiwum Techniki w Berlinie Zachodnim.

## Działalność
Fundacja zalicza się do największych instytucji kulturalnych na świecie i obejmuje:
- Muzea Państwowe w Berlinie:
  - kompleks muzealny na Wyspie Muzeów w skład którego wchodzą: Muzeum im. Bodego (niem. Bodemuseum), Muzeum Pergamońskie (niem. Pergamonmuseum), Nowe Muzeum (niem. Neues Museum), Stara Galeria Narodowa (niem. Alte Nationalgalerie) oraz Stare Muzeum (niem. Altes Museum);
  - Friedrichswerdersche Kirche;
  - kompleks Kulturforum obejmujący Nową Galerię Narodową, Galerię Narodową, Gabinet Rycin, Muzeum Rzemiosła Artystycznego, Muzeum Instrumentów Muzycznych;
  - muzea w berlińskiej dzielnicy Charlottenburg: Museum Berggruen, Zbiory Scharf-Gerstenberg (niem. Sammlung Scharf-Gerstenberg), Muzeum Fotografii;
  - centrum muzealne w berlińskiej dzielnicy Dahlem obejmujące Muzeum Sztuki Azjatyckiej, Muzeum Etnograficzne oraz Muzeum Kultur Europejskich,
- Bibliotekę Państwową,
- Tajne Archiwum Państwowe Fundacji Pruskiego Dziedzictwa Kulturalnego[4],
- Instytut Iberoamerykański Pruskiego Dziedzictwa Kultury,
- Państwowy Instytut Badań Muzyki.

Co roku, na drodze konkursu fundacja przyznaje nagrodę im. Felixa Mendelssohna-Bartholdy’ego dla najlepszych młodych muzyków studiujących w Niemczech. Co pięć lat fundacja im. Ernsta Waldschmidta przy Fundacji Pruskiego Dziedzictwa Kultury przyznaje nagrodę im. Ernsta Waldschmidta dla młodych niemieckich indologów za najlepszą publikację naukową.

## Zbiory
W zbiorach muzeów podlegających fundacji znajdują się m.in.: popiersie Nefertiti, oryginał partytury IX Symfonii Ludwiga van Beethovena, kolekcja dzieł Caspara Davida Friedricha, Wielki Ołtarz Zeusa (pergameński ołtarz), organy teatralne i kinowe Mighty Wurlitzer.
W zbiorach fundacji znajdują się także dzieła sztuki wywiezione z okupowanej Polski jak obraz Matka Boska szafkowa z przełomu XIV i XV w., 73 dokumenty Zakonu Krzyżackiego zrabowane z Archiwum Głównego Akt Dawnych, Księgi metrykalne terenów diecezji polskich włączonych w 1939 r. do III Rzeszy, a także XV-wieczny obraz „Tron Łaski” z bazyliki Mariackiej w Gdańsku.
Fundacja finansowana jest w 75% przez rząd federalny i w 25% przez rządy krajów związkowych.